# Ysper

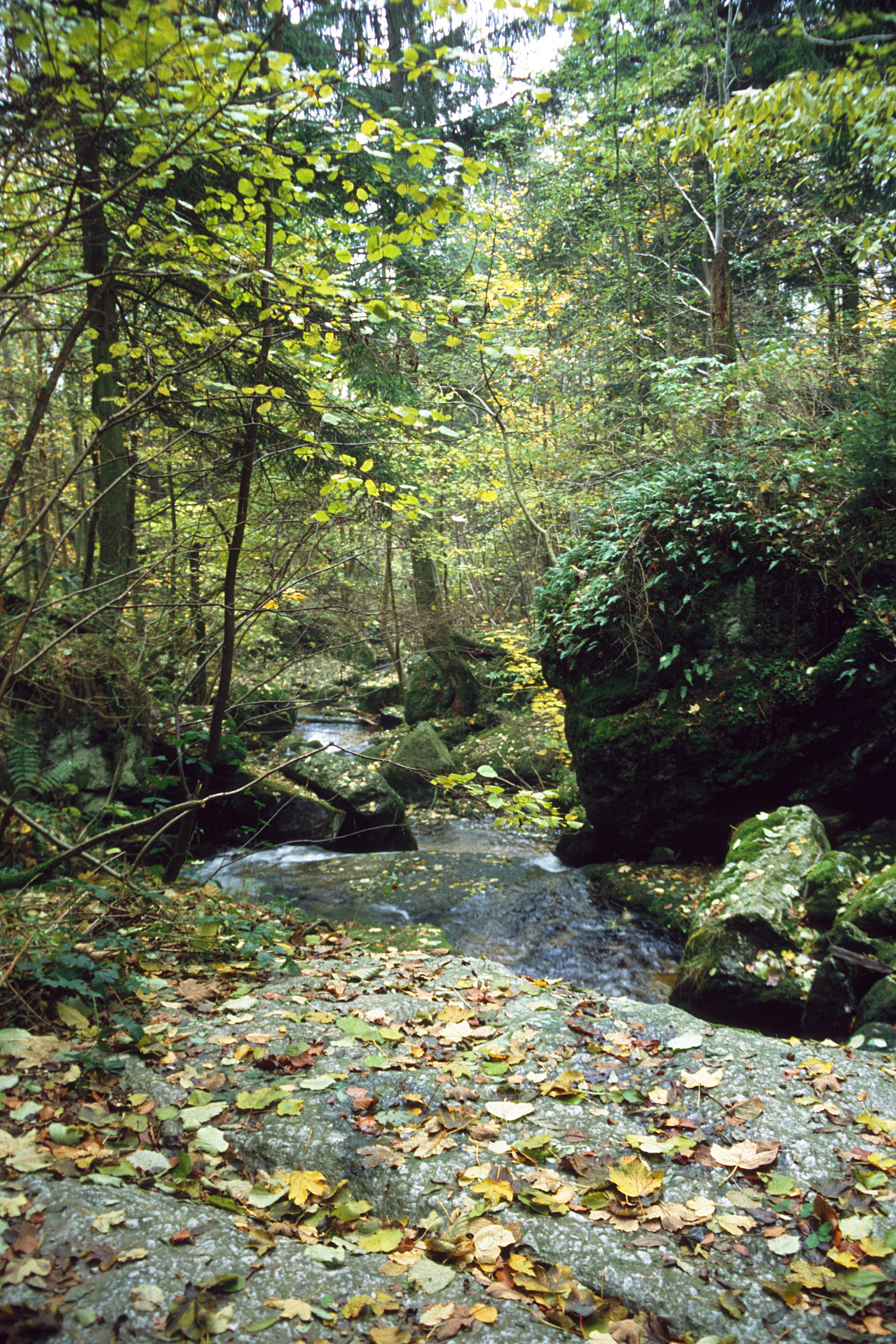
Ysperklamm.

Ysper (även Isper) är en biflod till floden Donau i det österrikiska förbundslandet Niederösterreich. Medelvattenföringen är 2,4 m³/s nära mynningen.
Källflödena är Große Ysper och Kleine Ysper som båda rinner upp söder om Weinsberget i södra delen av Weinsberger Wald och förenar sig vid Mitterndorf. Ysper mynnar i den då uppdämda Donau väster om Ybbs an der Donau.
Kleine Ysper utgör delvis gräns mellan förbundsländerna Oberösterreich och Niederösterreich.